# Paddhari
Paddhari là một thị trấn thống kê (census town) của quận Rajkot thuộc bang Gujarat, Ấn Độ.

## Địa lý
Paddhari có vị trí 22°26′B 70°36′Đ / 22,43°B 70,6°Đ Nó có độ cao trung bình là 62 mét (203 feet).

## Nhân khẩu
Theo điều tra dân số năm 2001 của Ấn Độ, Paddhari có dân số 9225 người. Phái nam chiếm 51% tổng số dân và phái nữ chiếm 49%. Paddhari có tỷ lệ 65% biết đọc biết viết, cao hơn tỷ lệ trung bình toàn quốc là 59,5%: tỷ lệ cho phái nam là 70%, và tỷ lệ cho phái nữ là 59%. Tại Paddhari, 13% dân số nhỏ hơn 6 tuổi.